# Frieda Fraser
Ethel Frieda Fraser (* 30. August 1899 in York (Toronto), Ontario, Kanada; † 29. Juli 1994 in Burlington, Ontario) war eine kanadische Ärztin, Wissenschaftlerin und Hochschullehrerin. Sie forschte auf dem Gebiet der Infektionskrankheiten und war ordentliche Professorin an der University of Toronto.

## Leben und Werk
Fraser war eines von drei Kindern von Helene (geb. Zahn) und William Henry Fraser, der 1901 als Professor für Spanisch und Italienisch an der University of Toronto ernannt wurde. Ihre Mutter stammte aus Deutschland und sie und ihre Geschwister sprachen fließend Deutsch und Französisch. Sie wurde bis 1914 zu Hause unterrichtet und besuchte dann das Havergal College. 1917 begann sie am University College ein Studium der Physik und Biologie und erhielt 1922 einen Bachelor-Abschluss.
Während dieser Zeit trat sie in die Schwesternschaft Kappa Alpha Theta ein, wo sie ihre Lebensgefährtin Edith Williams kennenlernte. Williams war eine der ersten Frauen in Nordamerika, die ihren Abschluss als Tierärztin machte.  Fraser schrieb sich dann an der medizinischen Fakultät ein, wo sie 1925 ihren Bachelor of Medicine erhielt. Danach zog sie nach New York City, um ihr Praktikum an der New Yorker Krankenstation für Frauen und Kinder zu absolvieren. Anschließend zog sie nach Philadelphia, um ihre Postdoc-Ausbildung bei Muriel McPhedran am Henry Phipps Institute der University of Pennsylvania abzuschließen.
1927 wurde Fraser eine Stelle in den Connaught Laboratories angeboten, einer Forschungseinrichtung, die sich der Entwicklung von Impfstoffen widmete und wo ihr Bruder arbeitete. 1928 kehrte Fraser nach Toronto zurück, nahm ihre Forschungsstelle an und arbeitete gleichzeitig als Demonstratorin in der Abteilung für Hygiene und Präventivmedizin der Universität. Sie war eine der Gründungsfakultäten der School of Hygiene an der University of Toronto.
Bis 1931 hatte Fraser ihre medizinischen Prüfungen erfolgreich bestanden und wurde zwei Jahre später Teilzeitdozentin und 1934 Vollzeitdozentin an der University of Toronto. Nachdem sie 1936 zur Assistenzprofessorin und außerordentlichen Professorin ernannt worden war, wurde sie 1949 ordentliche Professorin. 1955 wurde sie als Professorin für Mikrobiologie berufen und war in dieser Position bis zu ihrer Emeritierung tätig.
Sie lebte mit der Tierärztin Williams zusammen und beide nahmen bis zum Ende des Krieges einen Kriegsflüchtling aus England als Pflegekind auf. 1965 ging Fraser zusammen mit Williams in den Ruhestand und beide zogen in das Farmhaus der Familie Fraser in Burlington. Fraser starb am 29. Juli 1994 in einem Pflegeheim in Burlington.
Zu ihren Lebzeiten förderte Fraser die kanadische Künstlerin Frances M. Gage, die in Williams Tierklinik gearbeitet hatte, und finanzierte für zwei Jahre ihre Ausbildung an der Art Students League of New York.

## Forschung
Fraser forschte hauptsächlich im Bereich Infektionskrankheiten und untersuchte neben anderen bakteriellen Infektionen allgemeine Infektionen, Kindbettfieber, Scharlach und septische Halsschmerzen. Sie begann in den frühen 1930er Jahren mit Studien über Scharlach und isolierte zusammen mit Helen Plummer das Präzipitin, das in Streptokokkenstämmen vorhanden ist, die wahrscheinlich zu der Erkrankung führen. Mit der Entwicklung von Penicillin verlagerte sich ihre Forschung nach 1947 auf das Studium von Antibiotika, einschließlich Bacitracin, Penicillin, Polymixin und Subtilin. Fraser untersuchte verschiedene Penicillin-Präparate gegen den Tuberkulosebazillus und zur Behandlung von Gonorrhoe. Ausgebildet als Bakteriologin forschte sie zusammen mit ihrem Bruder für einen Großteil ihrer Karriere. Nach seinem Tod 1954 war sie an einem speziellen Forschungsprojekt zur Entwicklung eines Antigens für Tuberkulose  tätig.

## Nachlass
Die Korrespondenz von Fraser und Williams wurde von der Familie an die Archive der University of Toronto übergeben. Der Briefwechsel umfasst die Zeit von 1925 bis 1941, die Zeit, in der das Paar nicht zusammenleben konnte. Bis 2001 war die Sammlung ein geschlossenes Archiv und war nur mit Erlaubnis der Familie zugänglich.  Das Archiv enthält fast tausend Briefe und gehört zu den größten bekannten Sammlungen, die die Erfahrungen der gleichgeschlechtlichen Sexualität von Frauen im Nordamerika des frühen 20. Jahrhunderts detailliert beschreiben.